# カンテレドーガ
カンテレドーガは、関西テレビ放送株式会社（カンテレ）が運営するインターネットを利用したビデオ・オン・デマンド（VOD）事業サービスの名称である。

## 概要
- FNS系列全国ネットもしくは関西ローカルで放送された関西テレビ放送制作テレビドラマやバラエティ・ドキュメンタリーなどを無料および有料で配信している。
- 2006年に「関西テレビおんでま」のサービス名で動画配信サービスをスタート[1]し、2017年6月に現在のサービス名に改めた[2]。

- FNSキー局のフジテレビが運営している同種のサービス『FOD』から基本的に独立しているため、関西テレビ制作[注 1]の番組を見逃し配信で視聴する場合、原則TVerアプリのみで視聴が可能である[注 2]。

## 配給事業者
前述のように、フジテレビオンデマンド（FOD）から基本的に独立した運営のため、PC向け、テレビ向け（STBや専用テレビ、スマートスティックを利用）を含め、関西民放局が運営する動画配信サービスとしては最大級の配給先を有する。
また、U-NEXTなどで見放題視聴可能な番組が多く、見逃し配信終了後に独占配信になる作品もある。
番組を配給するコンテンツ配信事業者を以下に記す。

### PC ・STBとも対応
- Hulu
- U-NEXT（『『このミス』大賞ドラマシリーズ』各番組や特番ドラマ『あと3回、君に会える』を独占配信）
  - LーMOVIE powered by U-NEXT
- Amazonプライム・ビデオ
- Netflix
- GYAO!（見逃し配信）
  - GYAO!ストア（過去放送分）（旧・Yahoo!動画）
- TSUTAYA TV

### PCのみ
- Rakuten TV：プロバイダー決済以外にもクレジットカードや電子マネーなどでの支払いも可能
- ビデオマーケット
  - DMM.com
- フジテレビオンデマンド
- Lemino
- TELASA

### STB
- ひかりTV
- J:COMオンデマンド